# Њемачки национализам
Њемачки национализам (Њемачки: Deutscher Nationalismus) јесте идеолошки и нарoдни покрет са циљем уједињења свих Нијемаца у једну јединствену нацију. Овај национални покрет је настао са стварањем романтичарског национализма током Наполеонских ратова, посебно након Наполеонове инвазије на Свето римско царство, савез састављен од углавном њемачких држава.
Након пораза Француске и Бечког конгреса 1815. године, на простору бившег Светог римског царства успостављен је нови савез под називом Њемачка конфедерација, а коју су предводиле две убједљиво најјаче њемачке државе ,Пруска и  Аустрија. Током средине 19. вијека вођена је озбиљна дискусија о томе да ли би уједињена њемачка држава требала да укључује Аустрију (велика Њемачка) или да укључује све територије осим Аустрије (мала Њемачка). На крају је побједила идеја мале Њемачке са уједињењем Њемачке под Пруском и њиховим канцеларом Ото фон Бизмарком 1871. године.
Њемачка је након ујдедињења покушала да створи колонијално царство у покушају да се такмичи са Британијом и Француском, али ово је било крајње неуспјешно због мањка подршке од стране кључних владајућих фигура, специфично Ото фон Бизмарка који је прво хтио да осигура њемачки положај у Европи. Ова жеља за осигуравањем Њемачке на континенту је такође био један од кључних разлога за почетак Првог свјетског рата. Након пораза Њемачке, те успона и евентуалне владавине Нацистичке партије, екстремни национализам и расизам је захватио Њемачку. Резултат овога је било масовно убијање Јевреја, Словена, Рома као и других људи који су смартани потљудима током Холокауста у Другом светском рату.
Пад Нацистичке Њемачке довео је до почетка Хладног рата, гдје је једна од првих посљедица његовог почетка било дјељење Њемачке на Источну, комунистичку, и Западну, капиталистичку, страну. Обије државе су имале идеју о уједињењу, али под , наравно, сопственим режимом. Током шездесетих и седамдесетих година Западан Њемачка доживјела је нагли економски раст (Виртшафтсвундер) што је довело до успостављања програма увоза страних радника (Гастарбајтер). Данас је ово довело до високих тензија између досељеника, посебно Турака, и њемачких старосједилаца.
Уједињење Њемачке 1990. године довело је до успона Њемачке као велике силе, како европске тако и свјетске. Стварање Европске уније даље је ојачало њемачки међународни положај. Међутим чак се и данас доводи у питање могуће превелике преваласти Њемачке у односу на друге чланице ЕУ-а (види Европска дужничка криза и Европска мигрантска криза).
Данас је њемачко родољубље осјетљива тема због нетачне корелације са национализмом за вријеме нацизма, гдје овај проблем и даље остаје неријешен. Иако се студије разликују, већина се слаже у томе да је њемачко родољубље и национализам међу нижим.

## Њемачки национализам у Аустрији
Након револуција 1848. и 1849. у Аустријском царству, у којима су националистички протестори захтјевали великоњемачко рјешење, и након пораза Аустрије у Аустријско-пруском рату 1866. године, идеја о уједињењу Аустрије са Њемачком постајала је све популарнија. Овај покрет је предводио пан-германиста и анти-семетик Георг фон Шенерер, који је, заједно са другим организацијама као Пан-њемачко друштво, захтјевао и проповједао да се све њемачке територије Хабсубршке монархије уједине са Њемачким царством. Овај покрет се такође знатно противио сваком облику аустријског национализма. Шенеров покрет, који се у својој основи заснивао од расизма и ултранационализма, био је један од инспирација Хитлеровог нацизма.
Аустријски нацисти су 1933., заједно са идеолошки сличном Странком Велике Немачке, почели акцију против Отаџбинског фронта, фашистичке странке у Аустрији која се заснивала на одвојеним асутријским индентитетом од њемачког. Хитлер је пет година касније, 1938. године, упркос Версајском споразуму анектирао Аустрију у Трећи рајх (Аншлус). Овиме је краткотрајно, од 1938. па све до завршетка Другог светског рата 1945., испуњена жеља пан-германиста и створена је једна уједињена Велика Њемачка држава. Поред облика национализма у Аустрији који је био усмјерен ка Њемачкој, постојали су и облици аустријског национализма који су одбацивали уједињење Аустрије са Њемачком и њемачки идентитет ради очувања католичког идентитета Аустријанаца у страху асимилације у протестанте, као и због другачијег историјског насљеђа које укључује њихово углавном келтско поријекло, словенско, аварско, ретско и римско поријекло прије насељавања германа. Поред тога, неке савезне државе Аустрије такође признају мањинске језике као службене, поред њемачког, као што су хрватски, словеначки и мађарски.